# Juan Villalonga Navarro
Juan Villalonga Navarro (Madrid, 8 d'abril de 1953) és un empresari espanyol. Està casat amb la mexicana Adriana Abascal (vídua d'Emilio Azcárraga Milmo)

## Biografia
El seu besoncle va ser l'històric valencianista Ignasi Villalonga i Villalba, fundador del Banco Central. Juan va cursar els seus primers estudis en el Col·legi El Pilar, on coincideix amb Jose María Aznar, futur President del Govern d'Espanya. És llicenciat en Dret i Econòmiques per la Universitat de Deusto i Màster de Direcció d'Empreses per l'IESE de Barcelona.
Va treballar per a diverses companyies financeres com a Banco Central, Mckinsey, Banc de Santander, Fonfir (el 1989 va ser nomenat Director General) o Wallace Smith. President a la península Ibèrica de Bankers Trust i membre de la Comissió Trilateral, va assolir gran notorietat pública en ser nomenat president de Telefònica el 1996, duent a terme l'acabament del procés de privatització de l'empresa.
El juny de 1993 va ser nomenat conseller delegat per a Espanya del banc de negocis Crédit Suisse-First Boston. El 7 de juny de 1996, gràcies als suggeriments del President del Govern, va passar a presidir Telefònica, substituint Cándido Velázquez.
Durant el seu mandat, no exempt de crítiques i polèmiques, com la sospitosa i ruïnosa compra del portal Lycos per un bilió de pessetes d'aleshores -es revendria anys després a un grup sud-coreà per una quantitat irrisòria- es va produir un important procés d'internacionalització i diversificació de l'empresa. El 2000 el càrrec passa a César Alierta. Juan Villalonga continua sent present en els consells d'administració de diverses empreses i en negocis immobiliaris en països amb una estructura social i econòmica dèbil.

## Vinculació al futbol
El 9 de juliol del 2008 arriba a un acord amb Juan Soler, el màxim accionista del València CF, per portar la gestió del club. Aquest acord es trenca pocs dies després de dures negociacions per ampliar el capital del club no exemptes de polèmica. Juan Villalonga va guanyar 714.285 euros al dia durant les dues setmanes que va romandre com a gestor del València CF, en total 10 milions d'euros que van ser pagats de la butxaca del mateix Juan Soler.
L'octubre de 2008 anuncia la seva intenció de presentar-se a les eleccions del Reial Madrid, havent intentat anys enrere prendre el control de Liverpool Football Club. Però finalment no es presenta al procés electoral de 2009.